# Ernst Bamberg
Ernst Bamberg (né le 9 novembre 1940 à Krefeld) est un biophysicien allemand, directeur émérite du département de chimie biophysique de l'Institut Max-Planck de biophysique,. 

## Carrière professionnelle
Bamberg obtient un doctorat en chimie physique à l'université de Bâle en 1971 et une habilitation en chimie biophysique à l'université de Constance en 1976. Il est boursier Heisenberg (de) de 1979 jusqu'en 1983, quand il est devient directeur d'un groupe de recherche indépendant à l'Institut Max-Planck de biophysique. En 1988, il devient professeur associé à l'université de Francfort, où il est nommé professeur titulaire de chimie biophysique en 1993 et professeur émérite en 2009. Il est également directeur et membre scientifique de l'Institut Max-Planck de biophysique depuis 1993, et chercheur principal au Cluster of Excellence Frankfurt (CEF) depuis 2008,, 

## Recherche
Les recherches de Bamberg sont concentrées sur la famille des channelrhodopsines. Avec Georg Nagel et Peter Hegemann, qui tentent d'identifier les protéines qui permettent à Chlamydomonas reinhardtii, une algue verte, de se diriger vers la lumière à l'aide de photocourants, Bamberg fait partie de la première équipe de recherche à isoler et caractériser la channelrhodopsine 2 (ChR2). « Nous avons eu du mal à convaincre les gens que c'était vrai », a-t-il dit dans Nature plus tard, mais « avant de publier les premiers articles [montrant que les protéines d'algues pouvaient générer des courants dans les cellules eucaryotes], nous avons déposé une demande de brevet où nous avons donné libre cours à notre imagination sur les applications possibles des channelrhodopsines sur des cellules électriquement excitables, y compris certaines applications biomédicales ». En 2005, Bamberg et Nagel travaillent avec Ed Boyden, Karl Deisseroth et Feng Zhang pour démontrer que ce canal dépendant de la lumière pouvait être utilisé comme un actionneur pour contrôler l'activité neuronale, aidant ainsi à jeter les bases de l'optogénétique. 

## Récompenses et distinctions (sélection)
- 1987 Prix Boris Rajewsky de biophysique
- 2009 Prix du Stifterverband für die Deutsche Wissenschaft
- 2010 Prix Wiley en sciences biomédicales, avec Peter Hegemann et Georg Nagel[6]
- 2010 Prix Karl Heinz Beckurts pour l'innovation technologique
- 2011 Membre de l'Académie Léopoldine[7]
- 2012 Prix Klaus-Joachim-Zülch (de) de la Fondation Gertrud Reemtsma pour la recherche fondamentale en neurosciences de base, avec Peter Hegemann, Georg Nagel et Karl Deisseroth[8]
- 2013 Prix Brain  de la Fondation Lundbeck, avec Ed Boyden, Karl Deisseroth, Peter Hegemann, Gero Miesenböck et Georg Nagel[9]
- 2019 Lauréat de la citation du Web of Science Group [10]
- 2019 Prix Rumford de l'Académie américaine des arts et des sciences, avec Ed Boyden, Karl Deisseroth, Peter Hegemann, Gero Miesenböck et Georg Nagel[11],[12]